# Karl Drechsler (Musiker)
Karl Drechsler (* 27. Juni 1800 in Kamenz; † 1. Dezember 1873 in Dessau) war ein deutscher Cellist. 
Er trat 1820 in die Hofkapelle Dessau ein. 1824 ging er für längere Zeit nach Dresden, um bei Friedrich Dotzauer (1783–1860) zu lernen. 1826 erhielt er in Dessau eine Festanstellung und den Titel eines herzoglichen Kapellmeisters. Drechsler war gleich bedeutend als Solo-, Quartett- und Orchesterspieler, unterrichtete den jungen Carl Schroeder (1848–1935) und zog als Lehrer zahlreiche Schüler nach Dessau, unter anderem Friedrich Grützmacher (1832–1903).